# Parigi-Roubaix 1925
La Parigi-Roubaix 1925, ventiseiesima edizione della corsa, fu disputata il 12 aprile 1925, per un percorso totale di 260 km. Fu vinta dal belga Félix Sellier giunto al traguardo con il tempo di 9h16'32" alla media di 28,030 km/h, davanti a Pietro Bestetti e Jules Van Hevel.
Presero il via da Le Vésinet 126 ciclisti, 80 di essi tagliarono il traguardo di Roubaix; di questi ben 29 arrivarono ex æquo in settima posizione.

## Ordine d'arrivo (Top 10)
| Pos. | Corridore                  | Squadra                    | Tempo                      |
| ---- | -------------------------- | -------------------------- | -------------------------- |
| 1    | Félix Sellier              | Alcyon-Dunlop              | 9h16'32"                   |
| 2    | Pietro Bestetti            | Wolsit-Pirelli             | s.t.                       |
| 3    | Jules Van Hevel            | Wonder                     | s.t.                       |
| 4    | Pietro Linari              | Legnano                    | s.t.                       |
| 5    | Henri Suter                | Griffon                    | s.t.                       |
| 6    | Adelin Benoît              | Thomann                    | s.t.                       |
| 7    | 29 ciclisti a s.t. ex æquo | 29 ciclisti a s.t. ex æquo | 29 ciclisti a s.t. ex æquo |